# Ballata popolare

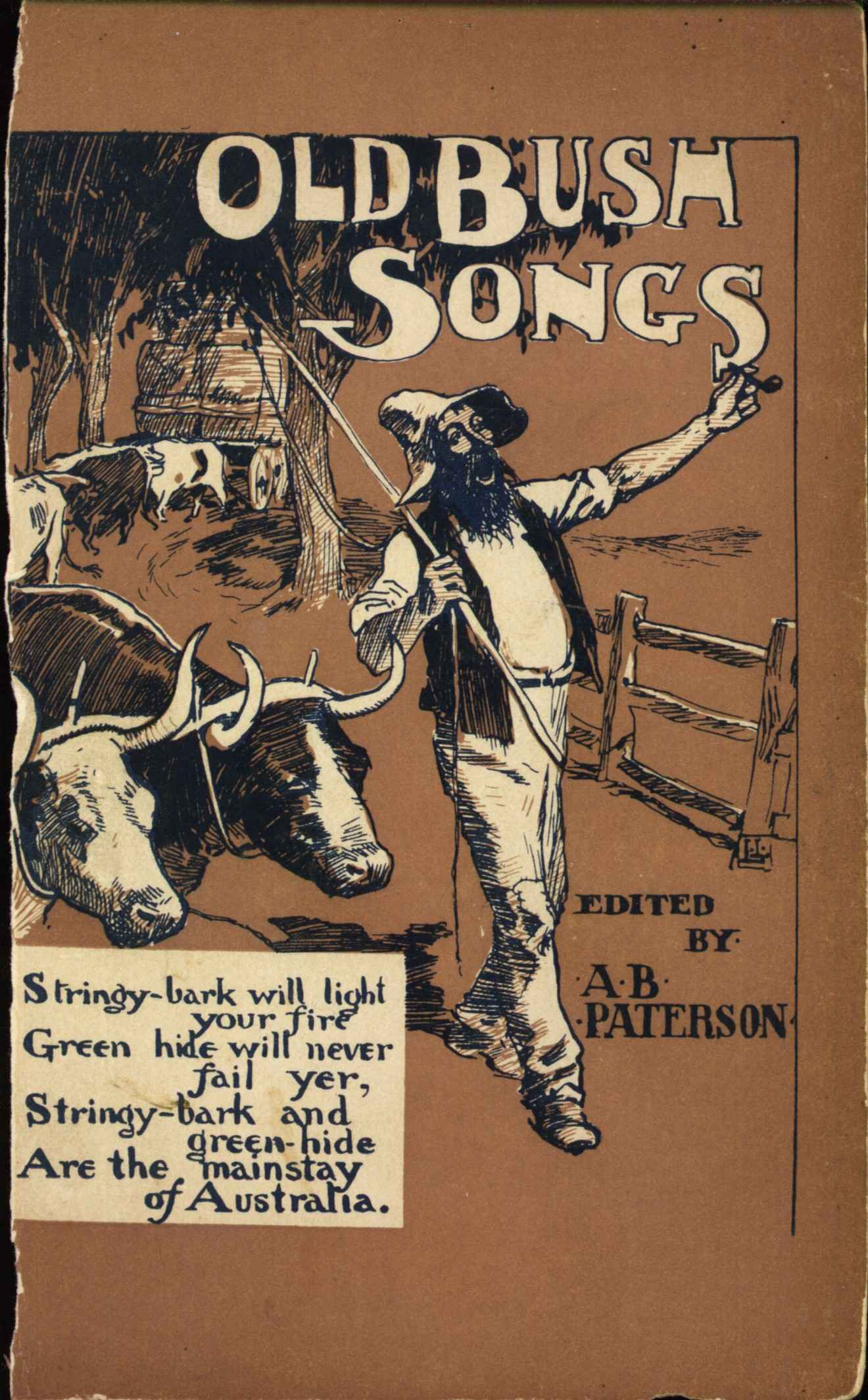
Copertina della raccolta di bush ballads del 1905 di Banjo Paterson, intitolata The Old Bush Songs

La ballata popolare, o semplicemente ballata, espressione adottata per la prima volta nella Collection of Old ballads (pubblicata a Londra tra il 1723 ed il 1725), e di uso comune tra gli studiosi (in Italia ha sostituito la definizione di canzone epico-lirica), si indica un particolare tipo di canzone narrativa di ampia diffusione nel mondo popolare europeo e tra i paesi che hanno avuto un passato coloniale a dominazione europea.
Si distingue da altre forme narrative per il racconto di una storia che fa riferimento a un unico avvenimento, sottolineandone soprattutto l'azione, a scapito della caratterizzazione dei personaggi (che avviene in forme convenzionali) e della descrizione dell'ambiente e della situazione nella quale avviene e si sviluppa la storia, trascurando l'antefatto, per introdurre gli ascoltatori direttamente in una successione di eventi che si concludono spesso in modo tragico. Il racconto è in forma impersonale, talvolta dialogata, e non contiene commenti alla vicenda e qualche volta termina con una morale.
Viene cantata spesso su melodie arcaiche, a strofe, con una esecuzione generalmente monodica, anche se in Italia si è sviluppata in tempi più recenti una tradizione corale.

## Origini e diffusione

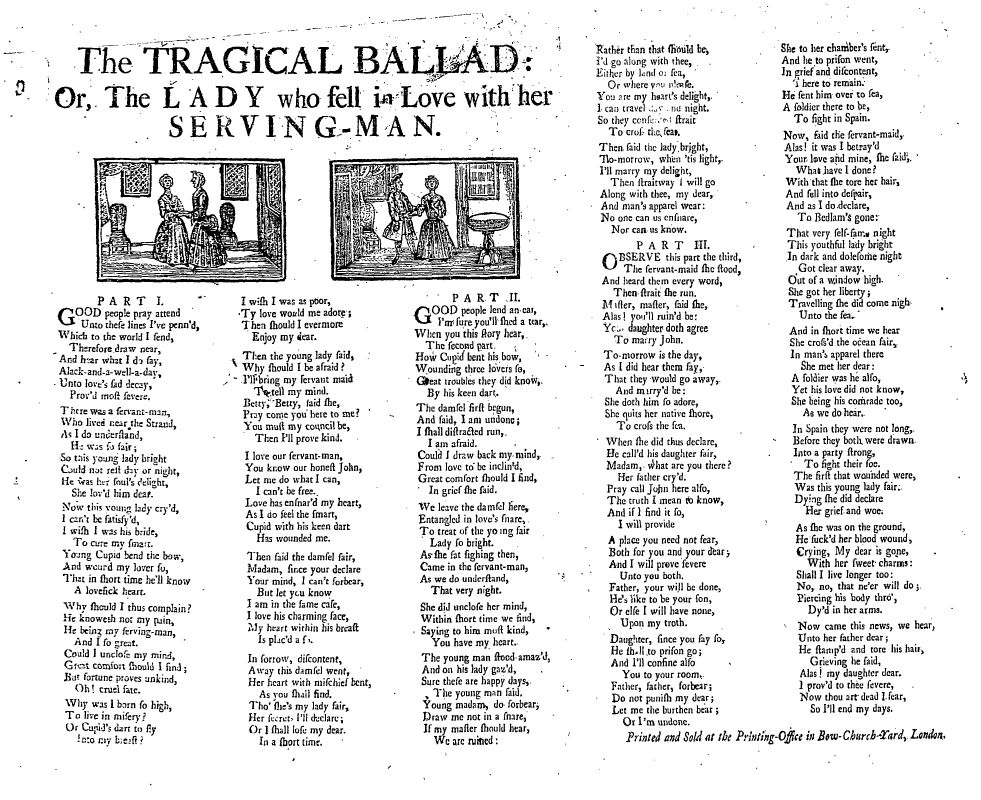
Trascrizione di una ballata "tragica" inglese del XVIII secolo, intitolata The tragical ballad: or the lady who fell in love with her serving-man

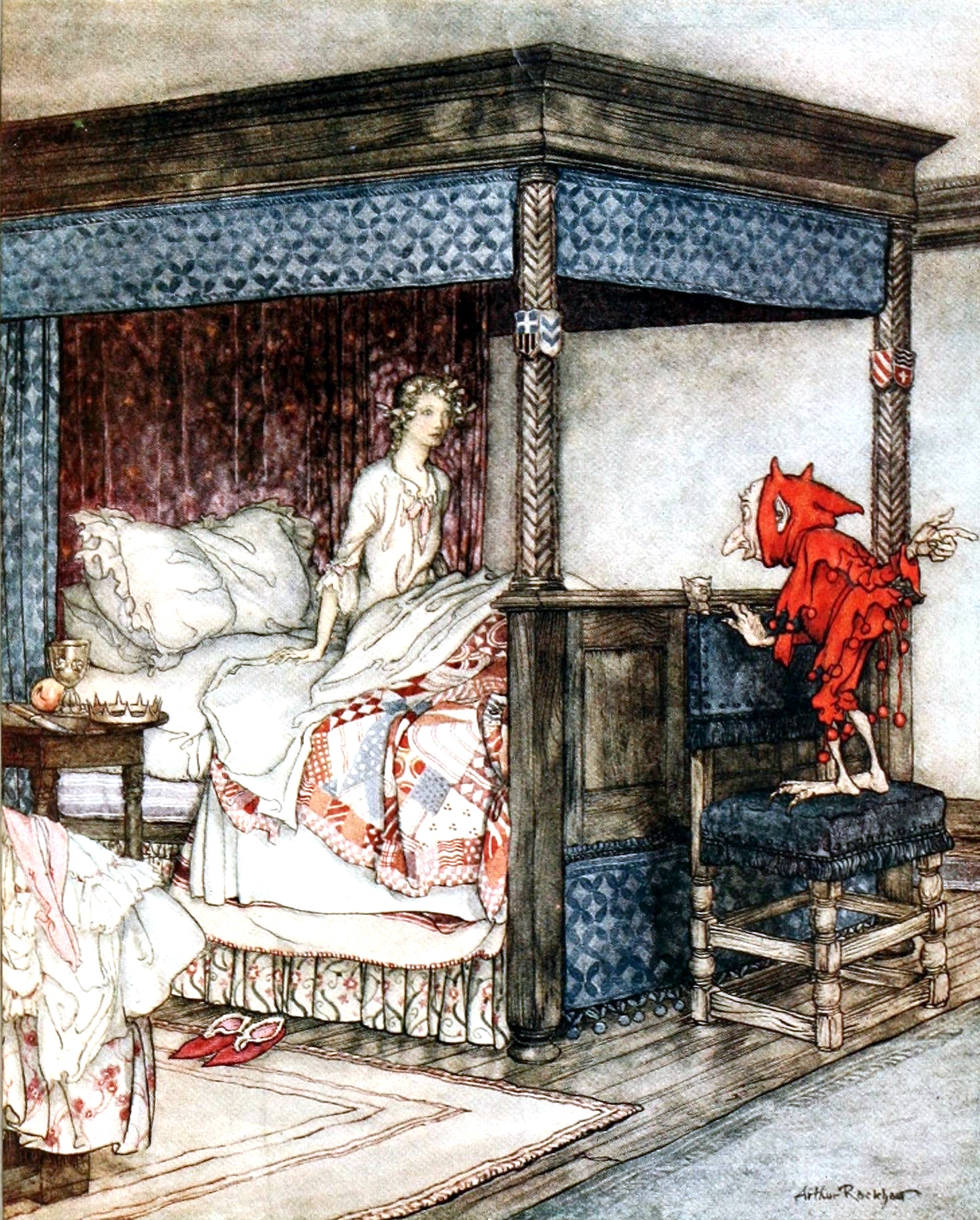
Illustrazione di Arthur Rackham del Young Bekie

In molti paesi, le prime fonti della ballata si fanno risalire a manoscritti del tardo medioevo, ma solo nel secolo XVIII ha avuto inizio la raccolta sistematica dei testi da fonti orali, e ancora più tardi sono state raccolte le musiche.
Nella tradizione dei diversi paesi europei, nell'amplissimo corpus delle ballate conosciute, si possono distinguere categorie diverse, per funzioni e contenuto, che rappresentano stadi diversi dell'evoluzione storica, (riferimenti al mondo magico pre-cristiano, ballate eroiche e storiche ispirate alle leggende di avvenimenti storici, ballate religiose, canzoni basate su indovinelli ed ambientate nel mondo animale) il che fa ritenere che questa tradizione possa essere molto più antica.
In base ai raggruppamenti geografici, etnici e linguistici degli studi di Eric Seemann, le categorie nelle quali si raggruppano le ballate popolari variano considerevolmente in alcune vaste aree, come la Scandinavia, nella quale spicca la tradizione delle ballate danesi, fino alle isole Faer Oer nelle quali esiste un ricchissimo patrimonio di ballate per danza; come la tradizione anglo-scozzese (presente anche nelle culture dell'ex impero britannico, come in Irlanda, negli USA, nel Canada) che comprende il corpus delle ballate scozzesi, con forti analogie con la tradizione scandinava, e quella dell'Inghilterra settentrionale (la ballad britannica) che ha prodotto un importante ciclo autoctono, come le ballate su Robin Hood e le border ballads, sulle guerre di frontiera.
Nelle aree a lingua tedesca, a cui appartengono anche l'Austria, parte della Svizzera, della Francia e che possono comprendere anche la tradizione fiamminga ed olandese, sono assenti molti tipi di ballate presenti in altre tradizioni, ampiamente diffuse nelle aree a lingua romanica (Italia, Francia, Catalogna, e per alcuni aspetti le Ballate di lingua spagnola e portoghese, oltre a quelle presenti nelle ex colonie del Québec e dell'Africa occidentale), nella quale emerge la tradizione francese con contatti con quella inglese e scandinava.
L'area balcanica comprende le ballate in lingua serba e croata, in sloveno, bulgaro, e macedone, con influenze sulle tradizioni albanese e rumena, dove è conservata l'arte dell'improvvisazione. Alla periferia di questa tradizione c'è quella greca, con uno sviluppo autonomo e quella ungherese, le cui ballate sono conservate soprattutto in Transilvania.
Infine l'area delle lingue slave, con la tradizione ceca, slovacca, polacca, ucraina e l'importante repertorio russo, in cui un numero considerevole di canti narrativi sopravvive nella tradizione della bylina, con stili e temi propri.

### Caratteristiche

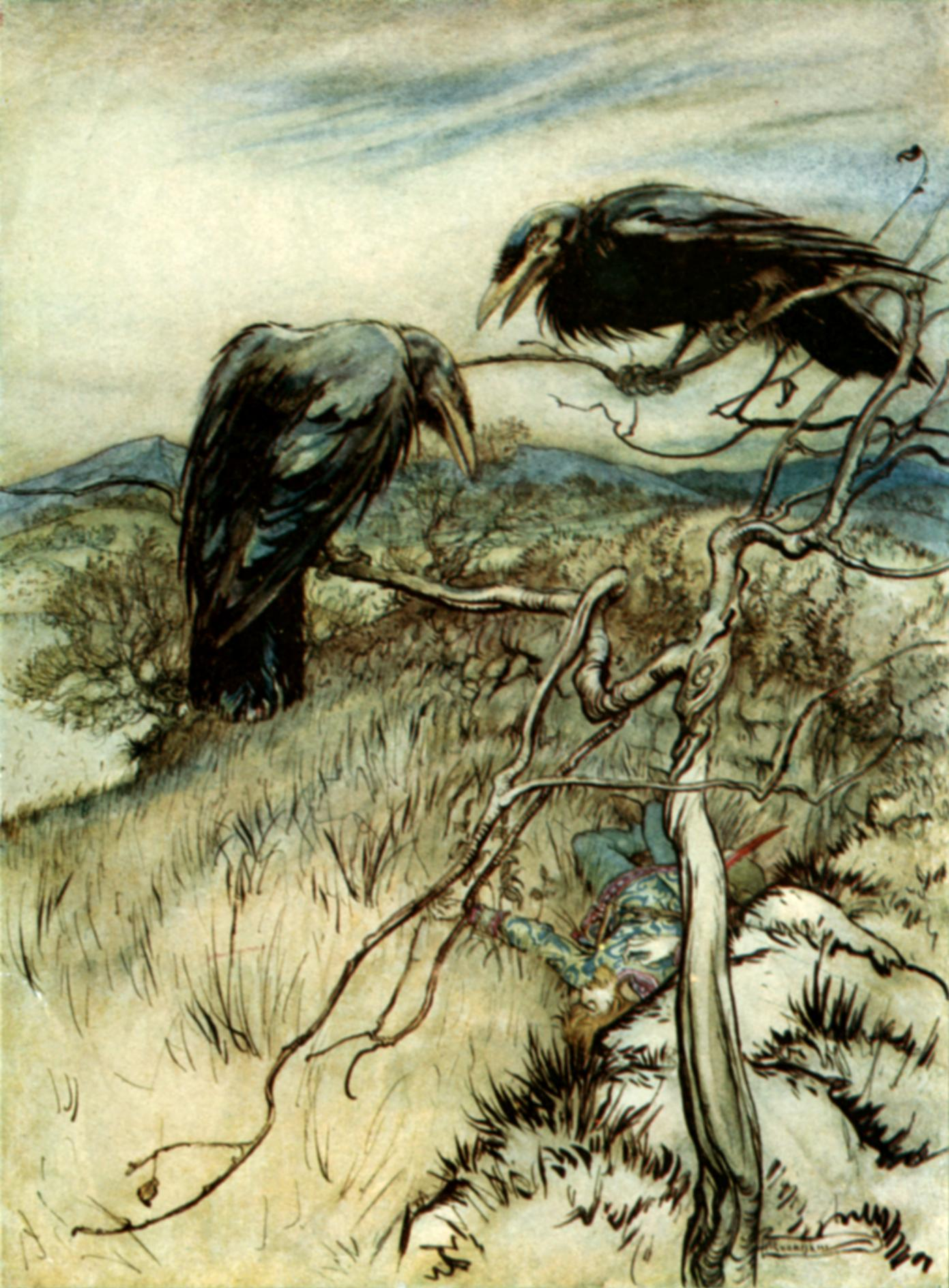
Illustrazione di Arthur Rackham della ballata scozzese The Twa Corbies, imitazione popolare della ballata inglese The Three Ravens

Lo studioso Albert Lloyd ha formulato la teoria secondo cui l'idea centrale delle ballate dipende dalle società che l'hanno prodotta, quindi l'evoluzione che va dal magico all'eroico, infine al domestico, mentre la sua funzione muta dall'incoraggiamento all'intrattenimento. In base a questa teoria le ballate avrebbero conservato nelle aree orientali le caratteristiche arcaiche pre-feudali.
Le caratteristiche di musica "generale", comune a tutti gli strati della società, dal feudalesimo alla prima industrializzazione (secondo la teoria di W.Wiora), ha consentito nel corso dei secoli l'intervento di musicisti professionisti che, nella costante e lenta modificazione delle ballate, nel corso delle varie interpretazioni, attraverso un processo di ricreazione continua che ne ha caratterizzato la trasmissione, rendono particolarmente complesso il problema dell'individuazione dell'epoca in cui si sono originate.
Con la nascita della stampa, la diffusione di broadsides (espressione traducibile con "Fogli volanti"), alcune versioni delle ballate popolari si fissarono, facendo decadere altre versioni e determinando così la decadenza della Ballata intesa come complesso di varianti sullo stesso tema, diffondendone altre, di carattere maggiormente letterario e spesso soggettive e moralistiche.
Il tipo di trasmissione nel tempo e nello spazio si caratterizza per l'adozione di tratti tipici di cultura "orale", con la tendenza a raccontare lo stesso tipo di storie nello stesso modo, ricorrendo a stereotipi sia nella narrazione che nel linguaggio: 
- la ripetizione di interi versi con varie funzioni;
- la ripetizione incrementale (una variazione che aggiunge qualcosa a fini narrativi), con un effetto di continuità ed avanzamento della storia;
- la tecnica del leaping and lingering, che consiste nel passare da un momento (o da un luogo) della storia ad un altro, mettendone in rilievo solo i punti salienti. Letta da molti studiosi come il risultato di una sintesi operata nella memoria orale su narrazione forse un tempo più dettagliate;
- la presenza di refrains, di ampiezza variabile, connessi all'aspetto propriamente musicale della ballata, spesso interpretati come indice di un passato coreutico e che in alcuni casi ingiungono precisi movimenti di danza.

Anche le melodie delle ballate confermano la lunga trasmissione orale, per il frequente arcaismo (le ballate sono spesso modali, ed in alcune regioni pentatoniche) e per l'ampio ricorso alla tecnica della variazione, che le caratterizza come composizioni eminentemente orali.
A questa tecnica viene tradizionalmente connessa l'esistenza di più versioni musicali dello stesso testo, così come va ricordata la frequente presenza di più versioni della stessa ballata, con testo diverso, ma basate sulla stessa melodia.
Betrand Bronson, nel suoi studi sulle ballate, individua i principi evolutivi nella continuità, intesa come tendenza a mantenere la tradizione e nella variazione, intesa come tendenza a modificarla in continuazione da parte di esecutori che adattano il testo e la melodia alla loro sensibilità ed al proprio gusto musicale.